# Karel Vácha
Karel Vácha (České Budějovice, 8 agosto 1970) è un allenatore di calcio ed ex calciatore ceco, di ruolo attaccante.

## Palmarès
- Coppa della Repubblica Ceca: 2

Slavia Praga: 1996-1997, 1998-1999
- Campionato austriaco: 1

Tirol Innsbruck: 1999-2000
- Coppa di Slovacchia: 1

Artmedia Petržalka: 2003-2004